# Bærum
Bærum ( PRONÚNCIA) é uma comuna da Noruega, no condado de Viken com 191,3 km² de área e 101 494 habitantes (censo de 2004). Está localizada na Região Metropolitana da capital Oslo.